# Valea Rotundă, Harghita
Valea Rotundă (maghiară Uknyéd) este un sat în comuna Dealu din județul Harghita, Transilvania, România.
 Acest articol despre o localitate din județul Harghita este deocamdată un ciot. Puteți ajuta Wikipedia prin completarea lui.